# Jeździec (film)
Jeździec (ang. Equus) – film w reżyserii Sidneya Lumeta z 1977 na podstawie sztuki Petera Shaffera pt. Equus z 1973 roku.

## Opis fabuły
Martin Dysart jest znakomitym lekarzem psychiatrą. Pewnego dnia znajoma prawniczka prosi go o zbadanie jej klienta – 17-letniego Alana Stranga. Chłopak jest oskarżony o oślepienie sześciu koni metalowym hakiem. Martin na początku nie potrafi znaleźć kontaktu z pacjentem, więc postanawia poznać jego najbliższe otoczenie. Matka chłopaka to fanatyczka religijna, ojciec jest zatwardziałym antyklerykałem, więc w rodzinnym domu toczyły się kłótnie. Okazuje się, że Alan od dziecka był zafascynowany końmi. Był dumny z pracy stajennego. Przebywał też z niejaką Jill Mason. Martin podejrzewa, że dziewczyna jest kluczem do rozwiązania tajemnicy.

## Obsada
- Richard Burton – Martin Dysart
- Peter Firth – Alan Strang
- Colin Blakely – Frank Strang
- Joan Plowright – Dora Strang
- Harry Andrews – Harry Dalton
- Eileen Atkins – Hesther Saloman
- Jenny Agutter – Jill Mason
- Kate Reid – Margaret Dysart
- John Wyman – jeździec
- Elva Mai Hoover – pani Raintree
- Ken James – pan Pearce

## Nagrody i nominacje
Oscary za rok 1977
- Najlepszy scenariusz adaptowany – Peter Shaffer (nominacja)
- Najlepszy aktor – Richard Burton (nominacja)
- Najlepszy aktor drugoplanowy – Peter Firth (nominacja)

Złote Globy 1977
- Najlepszy aktor dramatyczny – Richard Burton
- Najlepszy aktor drugoplanowy – Peter Firth

Nagrody BAFTA 1977
- Najlepsza aktorka drugoplanowa – Jenny Agutter
- Najlepszy scenariusz – Peter Shaffer (nominacja)
- Nagroda im. Anthony'ego Asquitha za najlepszą muzykę – Richard Rodney Bennett (nominacja)
- Najlepszy aktor drugoplanowy – Colin Blakely (nominacja)
- Najlepsza aktorka drugoplanowa – Joan Plowright (nominacja)